# Финляндский 1-й стрелковый полк
1-й Финляндский стрелковый полк — пехотная воинская часть Русской императорской армии.
Старшинство — 27 марта 1811 года. 
Полковой праздник — 26 ноября.
Место постоянной дислокации — г. Гельсингфорс (до 1903), г. Або (с 1904 по 1913)
Входил во 1-ю Финляндскую стрелковую бригаду.

## Командиры
- 15.09.1892 — 16.09.1896 — полковник Алексеев Константин Михайлович
- 07.06.1898 — 15.09.1904 — полковник Алексеев Иван Филиппович
- 25.09.1904 — 19.12.1906 — полковник Тихонович Пётр Андреевич
- 19.12.1906 — 18.11.1908 — полковник Гоштовт Иосиф Андреевич
- 18.11.1908 — (15.04.)1913[1] — полковник Степанов Юрий Николаевич
- 15.04.1913 — (24.12.)1914[2] — полковник Рихтер Александр Александрович
- 26.02.1915 — 21.01.1916 — полковник Алексеев Владимир Васильевич
- 27.01.1916 — 12.04.1917 — полковник Шорин Пётр Сергеевич